# Fabián Enrique Fonseca Rodríguez
Fabián Enrique Fonseca Rodríguez (Bogotá, Colombia el 2 de enero de 1995) es un futbolista colombiano. Juega de delantero y su equipo actual es Santa Fe de la Categoría Primera A colombiana.

## Trayectoria
Fabián Enrique nació en Bogotá, la capital de Colombia. Allí, empezó a jugar fútbol y siendo un adolescente ingresó a las divisiones inferiores del Club Independiente Santa Fe. Desde el segundo semestre del año 2014, empieza a jugar algunos amistosos y entrena con la nómina profesional del conjunto albirrojo. 